# Pandaka trimaculata
Pandaka trimaculata é uma espécie de peixe da família Gobiidae e da ordem Perciformes.

## Morfologia
- Os machos podem atingir 1,3 cm de comprimento total.[5][6]

## Habitat
É um peixe de clima tropical e bentopelágico.

## Distribuição geográfica
É encontrado no Oceano Pacífico Ocidental: Japão, nas Filipinas, Indonésia e Nova Guiné.

## Observações
É inofensivo para os humanos.